# Scopula roseonitens
Scopula roseonitens är en fjärilsart som beskrevs av Wagner 1926. Scopula roseonitens ingår i släktet Scopula och familjen mätare. Inga underarter finns listade.